# Leucoptera
Leucoptera là một chi thực vật có hoa trong họ Cúc (Asteraceae).

## Loài
Chi Leucoptera gồm các loài: